# Jetta Goudal
Jetta Goudal (geboren als Julie Henriette Goudeket, Amsterdam, 12 juli 1891 – Los Angeles, 14 januari 1985) was een Nederlands-Amerikaanse actrice die furore maakte in het stomme-filmtijdperk.

## Jonge jaren
Goudal was de dochter van Geertruida Warradijn (1866-1920) en Mozes Goudeket (1860-1942), een rijke diamantslijper in Amsterdam. Haar ouders waren beiden Joods.
Ze begon haar acteercarrière op het podium en reisde met diverse theatergezelschappen door Europa, althans, dat laatste vertelde zij zelf graag. In 1917 verliet ze het door de Eerste Wereldoorlog verwoeste Europa en vestigde zich in New York, waar zij haar Nederlandse Joodse afkomst verborgen hield. Ze omschreef zichzelf als een ‘Parisienne’ en in een informatieblad voor de 'Paramount Public Department' schreef ze dat ze op 12 juli 1901 in Versailles was geboren als de dochter van de fictieve advocaat Maurice Guillaume Goudal.
Het Rotterdamsch Nieuwsblad schreef in juni 1925 dat zij met haar verloofde, de Rotterdammer J.G. van der Klei, naar de VS reisde om actrice te worden. Na vele omzwervingen werden zij gecontracteerd door Paramount, waar hij kleine rollen kreeg. Kort daarna zou Jetta's talent ontdekt zijn.

## Carrière
Ze verscheen voor het eerst op Broadway in 1921 onder haar artiestennaam Jetta Goudal. Haar toneeldebuut op Broadway was in het kortlopende (17 uitvoeringen) stuk The Elton Case in het Playhouse Theater in 48ste straat, New York. In datzelfde jaar speelde zij in The Hero, een productie die slechts vijf voorstellingen overleefde, in het nog steeds bestaande Longacre Theater eveneens in 48ste straat, New York. Na een ontmoeting met regisseur Sidney Olcott, een belangrijke en zeer ervaren regisseur bij Paramount, accepteerde ze een rol in zijn film Timothy's Quest (1922). Ze ging naar de westkust om haar carrière als filmactrice voort te zetten. In de daarop volgende jaren verscheen ze nog in twee films van Olcott. De kritieken waren lovend, in het bijzonder voor haar prestaties in 1925 in de film Salome of the  Tenements, een (verloren gewaande) film gebaseerd op de roman van Anzia Yezierska over het leven in de New Yorkse joodse wijk Lower East Side.
Jetta Goudal bereikte in de roaring twenties vanuit het niets een sterrenstatus. Ze behoorde twee jaar lang tot de grootste actrices ter wereld. In het land dat ze het meest haatte – Duitsland – was ze in 1927 de populairste buitenlandse actrice.
In Frankrijk noemde men haar ‘la vedette de cinema’. Australië was volgens een krant ‘Goudal-struck’. Een Argentijn omschreef haar als ‘de aristocrate van de filmkunst’. Een Nederlandse filmkenner vond haar ‘een der grootste beauté’s der film’. Een Brit prees haar als een ‘exotisch, intens en fascinerend stijlicoon’.
Haar bijnamen: Hollywood’s Mistress of Mystery, Cleopatra, The Temperamental Star, The Bolshewist of the Movie Industry, The Emotional Cocktail of the Picture Screen, The Empress of Realism, The Sarah Bernhardt of The Jazz Age en The Woman Nobody Knows.
In 1927, op het hoogtepunt van haar roem, had ze een contract bij de man die ‘God’ werd genoemd in Hollywood: Cecil B. DeMille, een van de succesvolste regisseurs aller tijden. Ze werd schatrijk. Ze vertrouwde hem ‘als een vader’, maar werd eind 1927 door hem verraden. Hij claimde haar voor een film, maar ze wilde niet, omdat ze een ander, beter aanbod had gekregen. Hij pleegde contractbreuk en Jetta Goudal begon een rechtszaak die in totaal ruim drie jaar zou duren. Ze won, maar verloor ook. De Mille was zo machtig dat ze op een zwarte lijst belandde. Het maakte een einde aan haar sterrenstatus.
Haar rechtszaak leidde tot een ‘Goudal-wet’, een mijlpaal waar ze tot aan haar dood in 1985 zeer trots op was. Mede door haar inzet werd er een acteursvakbond opgericht, waardoor acteurs en actrices wettelijk meer rechten kregen.

## Latere leven
In 1932 maakte ze haar laatste film, een geluidsfilm. Twee jaar eerder was ze getrouwd met Harold Grieve, een artdirector en medeoprichter van de Academy of Motion Picture Arts and Sciences. Toen haar filmcarrière eindigde, gaf ze leiding aan een succesvol interieurbedrijf. Ze werd in 1985 naast haar man begraven op Forest Lawn Memorial Park Cemetery in Glendale, Californië.
Als erkenning voor haar bijdrage aan de filmindustrie kreeg Jetta Goudal, als eerste en nog steeds enige Nederlandse beroemdheid, een ster op de Hollywood Walk of Fame in Hollywood.
Op 19 april 2019 werd besloten om de naamloze brug 771 in de Louis Davidstraat over de Slotervaart in het Amsterdamse stadsdeel Nieuw-West te hernoemen naar Jetta Goudalbrug. Begin 2020 verscheen het naambordje op de brug.

## Filmografie
- Timothy's Quest (1922)
- The Bright Shawl (1923)
- The Green Goddess (1923)
- Open All Night (1924)
- The Spaniard (1925)
- Salome of the Tenements (1925)
- The Coming of Amos (1925)
- The Road to Yesterday (1925)
- Three Faces East (1926)
- Paris at Midnight (1926)
- Her Man o' War (1926)
- Fighting Love (1927)
- White Gold (1927)
- The Forbidden Woman (1927)
- The Cardboard Lover (1928)
- Lady of the Pavements (1929)
- Le Spectre vert (1930)
- Business and Pleasure (1932)